# Laurids de Thurah
Laurids de Thurah (Laurids Lauridsen de Thurah, néhol németesen: Lauritz) (Dánia, Aarhus, 1706. március 4. - Koppenhága, 1759. szeptember 5. vagy 6.) dán építész, hadmérnök, a dán barokk és rokokó építészet kiemelkedő alakja. Nevezik a dán Vitruviusnak is.

## Élete
Apja Laurids Thura (1657-1731) plébános, majd a ribei egyházmegye püspöke volt. Laurids de Thurah 1725-ben hadnagyként kezdte katonai pályafutását a dán hadsereg mérnökkarában. 1729-ben a tehetséges építészt VI. Keresztély dán király két éves tanulmányútra küldte, melynek során Németország, Olaszország, Franciaország, Hollandia és Anglia építészetét tanulmányozta. Ez Nyugat-Európában már a barokk építészet kora: Thurah meglátogatta a francia Jules Hardouin-Mansart épületeit, Jean Berain és Jean Marot belső tereit, Róma - a barokk szülőhazája - építményeit és tanulmányozta Dél-Németországban Johann Lukas von Hildebrandt építészetét. Noha Thurah  tanulmányai és művészete egyaránt a polgári építészetre fókuszáltak, visszavonulásáig katona maradt: 1736-ban ezredessé léptették elő, és csak 1753-ban, hat évvel halála előtt szerelt le. 

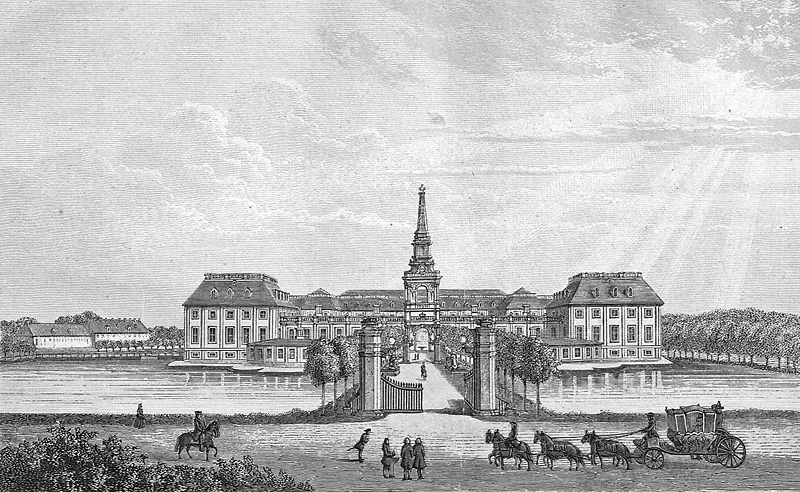
A Hirschholm kastély Jens Peter Trap illusztrációja Kongeriget Danmark 2. kiadás, 1872

Nem sokkal a tanulmányútról való visszatérése után kapta első megbízását a királytól: az 1732-33-ban épült Roskilde-palota  lépcsőházában és az íves átjárónál mutathatta meg a dél-német és osztrák tanulmányúton szerzett barokk ismereteit. 1735-ben ő lett a királyi épületek felügyelő építésze. 1733-44 között a hørsholmi Hirschholm kastély  rekonstrukciós munkálatait már önállóan tervezte és irányította. A már elpusztult kastélyt a királyné, Brandenburg-Kulmbachi Zsófia Magdolna rendelte meg Thurahtól és észak Versailles-aként tartották számon a kortársak. A kastély egy tó közepén kialakított mesterséges szigeten állt, míg kertje egy másik szigeten terült el.  1734-36 között az Eremitage Jægersborgban volt a munkája, 1735-38 között a Vallø kastélyon dolgozott és feltételezehető, hogy Bregentved kastélyának átépítése is az ő érdeme. A Christiansborg palota  1745-ös elkészültekor annak belső tereinek díszítése már az ő elképzeléseit tükrözték.
A dán abszolút monarchia centralizációs politikája által létrehozott építészeti felügyeleti szervezet munkájában pályatársával, Nicolai Eigtveddel  közösen vettek részt, Eigtved felügyelte Koppenhágát, míg Thurah a Jylland-félszigetet és Fyn szigetét, így kettejük építészeti elgondolásai földrajzilag is elhatárolható ebben az időszakban. 1750-ben visszavonult a Børglum kolostorba , 1753-ban pedig leszerelt és lemondott hivataláról is. 1750-ben a kolostor átépítésén munkálkodott, azonban Eigtved 1754-ben bekövetkezett halálát követően ismét aktivizálta magát: visszatért Koppenhágába, ahol polgármester lett, így a város és környékének valamennyi építkezésébe beleszólást nyert.
Az Amalienborg palota építése ekkor már folyamatban volt, Thurah működött közre a befejezésében. A Frederiks Hospital  (Frederiks Kórház)  nagy, központi épületét Eigtved tervezte, Thurah koncepciója azonban az volt, hogy kisebb pavilonokkal egészíti ki a tömböt: kettejük építészeti felfogása közti különbözőséget leginkább ez az épületkomplexum mutatja meg.
Ágyban, álmában érte a halál 53 éves korában, bár vannak legendák esetleges öngyilkosságáról, illetve balesetről is.

### Családja
Kétszer nősült, 1740-ben Anne Rosenørnnal (†1748), majd 1750-ben Christiane Marie Kiærrel (†1775) kötött házasságot.

### Publikációi
Számos kisebb építészi munkája mellett tervei, rajzai, tanulmányai és építészi gondolatai két kötetben jelentek meg, és ezzel a dán építészet egy olyan felbecsülhetetlen kincset kapott a helyi barokk építészet megértéséhez, amivel kiérdemelte a dán Vitrovius nevet - utalva Marcus Vitruvius Pollio ókori római hadmérnök- és építészre, akinek szintén fennmaradtak az írásai, és az ókori építészet legfontosabb művének tekintik mindmáig. Kötetei A kortárs építészet ismerete I.-II. címmel 1746-49-ben jelentek meg. A harmadik kötet csak 1969-ben látott napvilágot.

## Épületei, munkái Dániában
- Roskilde-i királyi palota (wd), Roskilde, ma: Kortárs Művészeti Múzeum (Museet for Samtidskunst). Felszentelve: 1733[6]
- Hørsholmi Hirschholm kastély (wd) (1733-39 és 1743-44). Felszentelve: 1810-12[7]
- Frederiksborg kastély, Hillerød két szárnya (1734-38, védett)[8]
- Jægergården a Jægersborg kastélynál (1734, védett)
- Eremitage (wd) (1734-36, védett)[9]
- A Bregentved északi szárnya (1730-as évek, Nicolai Eigtveddel, védett)
- Vallø kastély, (Køge) fehér szárnya (1736-38, emeletráépítés Georg David Anthon 1764-65, 1893-ban leégett, Hans Jørgen Holm restaurálta)
- Christiansborg palota (wd), a királyné lakosztályának belsőépítészete (1737-40, 1794-ben leégett)
- Marmorbroen(wd): a Slotsholmenre vezető híd ugyan Nicolai Eigtved munkája, de a pavilonok homlokzatát Thurah tervezte (1739)
- Sorø Akademi (Sorø Akadémia), Sorø. Az épület rekonstrukcióját Thurah irányította, ahogy a pavilonokat is ő tervezte 1738-40-ben. Eredeti építője: Holger Rosenkrantz (1702)
- Fredensborg, Fredensborg palota, emeletráépítés (1741, védett)
- A koppenhágai Miasszonyunk templom (Vor Frue Kirke) csavart tornya Vincents Lerche rajza alapján (1744)[10]
- Kongens Lyngby, Koppenhága Sorgenfri palota(wd) lovasépület (1743-44, 1790-ben Peter Meyn átépítette)
- Lejre község, Ledreborg(wd) mellékszárnyai, pavilonok, udvar és a park díszítése (1746-1750 elejéig)[11]
- Vor Frelsers Kirke (Megváltónk templom), Koppenhága, Christianshavn: a spirált tervezte Thurah, a templomot Lambert van Haven (1749-52). Thurah az inspirációt Francesco Borromini Szent Ivó-templom (Sant’Ivo alla Sapienza) toronyspiráljából merítette.
- A Børglum kolostor (wd) felújítása 1750-ben
- A koppenhágai Frederiks Hospital pavilonjai (jelenleg művészeti múzeum) (1754-57, védett)[12]
- Fredensborg palota összekötő szárnyai (1754-58, védett)
- A Frederiksberg palota parkjának míves kerítése (a díszítések Johann Friedrich Hännel alkotásai 1755-56)
- Niels Titken háza Bredgade, Koppenhága(1755-56, védett)
- Fødselsstiftelsen szülőotthon Koppenhága Amaliegade 25, (1755-57, védett)[13]
- Gammel Holte (Rudersdal község) Gammel-farm, francia ihletésű barokk kertben álló udvarház (1755 védett)[14]
- Helyreállítás Dronninglundban, (Vendsyssel) (kb. 1755)
- Özvezasszonyok menháza Stormgade 14, Koppenhága (1755 Caspar Frederik Harsdorff átépítette 1772-ben)
- A Sorgenfri palota(wd) felújítása 1756-ban 1791-94 között Peter Meyn átépítette)
- A Hercegi palota (Prinsens Palæ(wd), ma: Dán Nemzeti Múzeum) a Frederiksholms-csatorna mellett (1757, védett)[15]